# البريد النمساوي

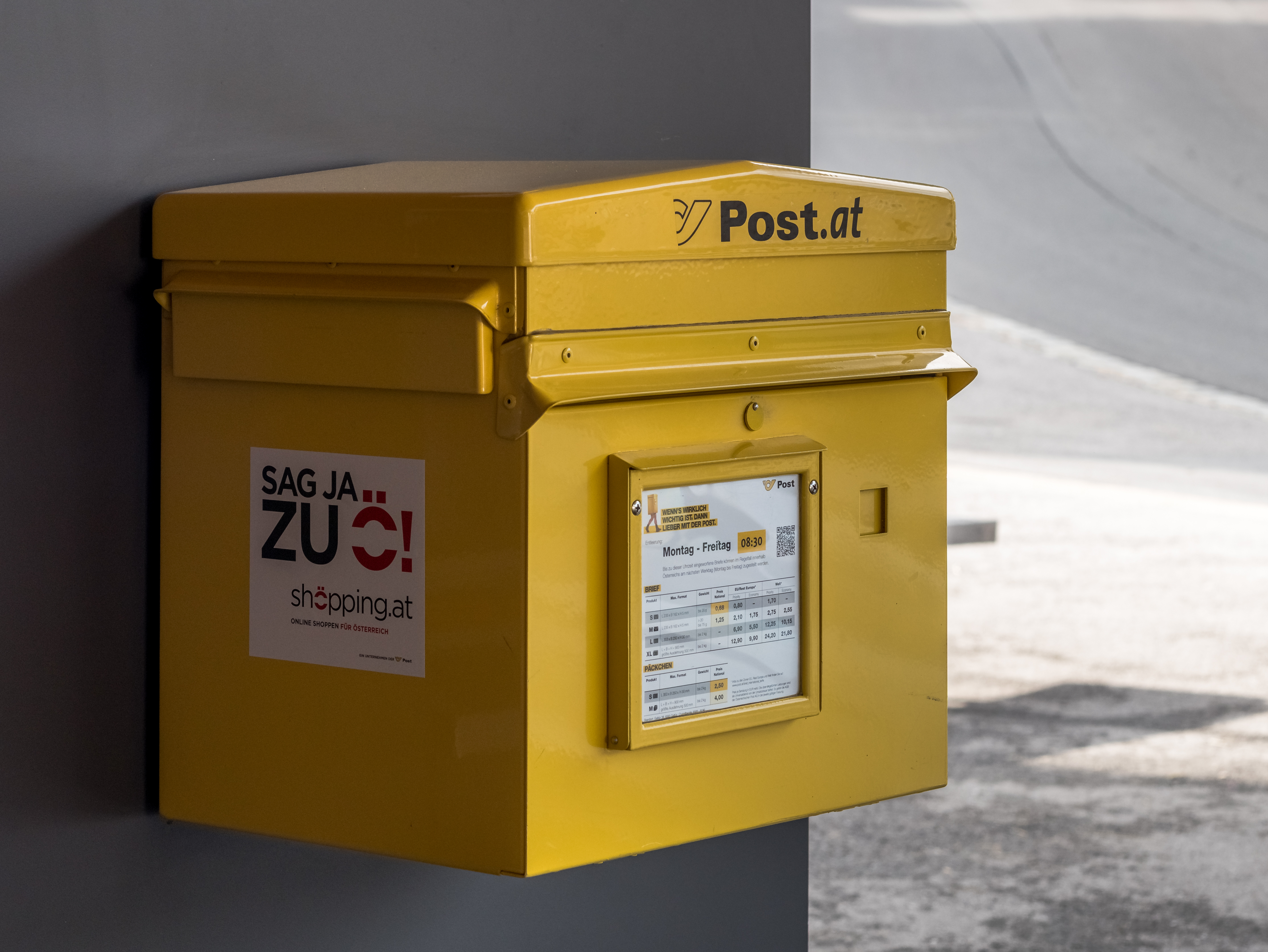
صندوق بريد في جالتور. بازنون ، تيرول ، النمسا

البريد النمساوي هي الشركة المسؤولة عن الخدمة البريدية في النمسا. تأسست هذه الشركة في عام 1999 بعد انفصالها عن قسم شركات البريد التابع لشركة الاتصالات النمساوية السابقة وهي شركة البريد والاتصالات النمساوية. وهي مدرجة في بورصة فيينا.

## روابط خارجية
- الموقع الرسمي
 باللغة الإنجليزية
- بورصة فيينا: بيانات السوق Österreichische Post AG